# Изобутилен

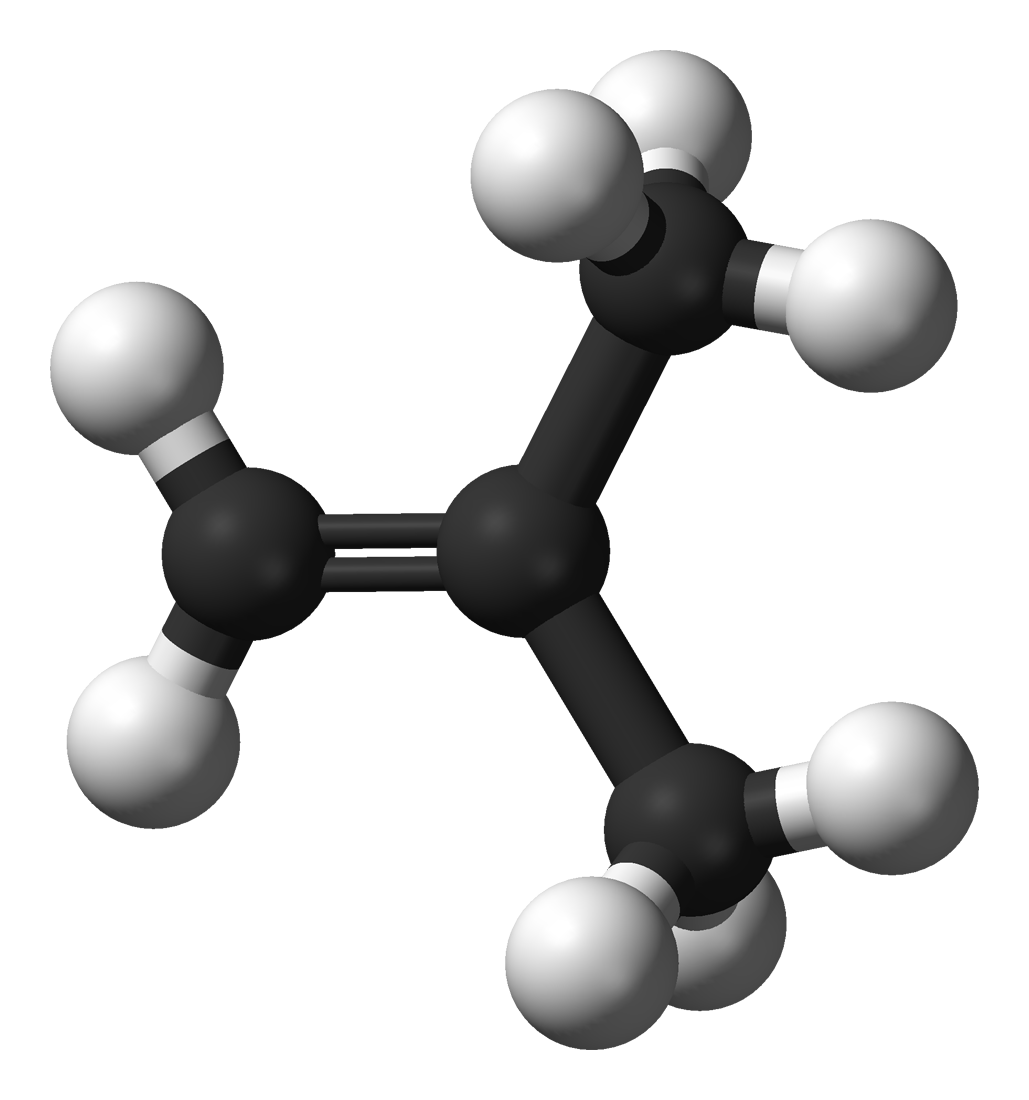

Изобутилен (СН3)2С=СН2 — ненасыщенный углеводород, изомерен бутилену.

## Нахождение в природе
Содержится в газах крекинга нефти.

## Получение
Изобутилен в промышленности получают выделением из бутан-бутеновой фракции производства бензинов или этилена каталитическим или термическим крекингом или пиролизом жидких нефтепродуктов или нефтяных газов. Выход фракции С4 в этих трех процессах составляет соответственно 3-10, 1-2 и 0,4-5 мас.%. Изобутилен из фракций C4 выделяют путём экстракции 65%-ной серной кислотой (способ А.М. Бутлерова) при температурах, близких к комнатной. Экстракция протекает практически количественно. Итогом процесса является трет-бутилсерная кислота
(CH3)2C=CH2 + H2SO4 = (CH3)3COSO3H
которую вновь превращают в изобутилен.
Другой способ состоит в выделении его из бутилсерной кислоты гидролизом её острым паром, в результате чего образуется трет-бутиловый спирт.
(CH3)3COSO3H + H2O = (CH3)3COH + H2SO4
Последний дегидратируют 30%-ной серной кислотой до получения изобутилена. Однако применение этого способа ограничено высокой стоимостью процесса регенерации серной кислоты.
Более эффективен способ, в котором реакционную жидкость, полученную экстракцией изобутилена 65%-ной кислотой, разбавляют водой до концентрации кислоты 45%. При нагревании этого раствора при низком давлении выделяется чистым изобутилен, который промывают щелочью, освобождают от спирта путём охлаждения, промывают водой и сжижают под давлением.
Фирма Union Carbide разработала процесс выделения изобутена из бутан-бутиленовой фракции путём адсорбции на цеолитах. В этом процессе также выделяют бутилен, который изомеризуют в изобутилен.
Другим способом получения изобутилена является каталитическое дегидрирование изобутана.

## Применение
Применяется для получения изооктана, метакролеина, синтетических смол.
Реакцией со спиртами могут быть получены простые трет-бутиловые эфиры (МТБЭ, ЭТБЭ и др.), применяемые в качестве добавок к моторному топливу.
Присоединение формальдегида к изобутилену с последующей дегидратацией является одним из промышленных методов синтеза изопрена, использующегося в производстве синтетических каучуков: